# Чипича Векија (Терни)
Чипича Векија је насеље у Италији у округу Терни, региону Умбрија.
Према процени из 2011. у насељу је живело 34 становника. Насеље се налази на надморској висини од 176 м.